# Haplochromis annectidens
Haplochromis annectidens är en fiskart som beskrevs av Trewavas, 1933. Haplochromis annectidens ingår i släktet Haplochromis och familjen Cichlidae. IUCN kategoriserar arten globalt som akut hotad. Inga underarter finns listade i Catalogue of Life.